# 接龍鄉 (鄰水縣)
接龍鄉，是四川省鄰水縣曾经下辖的一个乡。

## 沿革[1]
- 1953年3月，接龍鄉人民政府成立，隸屬第四區(罈同區)公所領導。1956年1月，接龍鄉併入高灘鄉，接龍鄉人民政府撤銷。1953年3月至1956年1月，接龍鄉人民政府鄉長是譚紹萬、胡永才，副鄉長屈代豪、謝香全。